# モンプチ わたしの可愛い人
モンプチ わたしの可愛い人（モンプチわたしのかわいいひと、独: Monpti、英: Love from Paris）は、1957年に西ドイツで制作された映画作品である。
監督のヘルムート・コイトナーが原作者ガボール・フォン・ヴァッサリと共同脚本を書いた。主演をロミー・シュナイダーとホルスト・ブーフホルツが務めた。日本では1958年11月に公開された（原作小説の翻訳も同年10月に、角川小説新書として発売された）。邦題は、ポスターデザインによると「私の可愛い人」の文字にルビの形で小さく「モンプチ」と振られている。ニッポン・シネマ・コーポレーション(NCC)とユニオン映画の共同配給。「若い二人」改題とある。